# Neustadt (Weinstraße)
Neustadt an der Weinstraße, în traducere Orașul nou de pe Drumul Vinului, este un oraș (district urban, kreisfreie Stadt) în landul Renania-Palatinat, Germania. 